# Aşağısutaşı, Tuzluca
Aşağısutaşı là một xã thuộc huyện Tuzluca, tỉnh Iğdır, Thổ Nhĩ Kỳ. Dân số thời điểm năm 2011 là 147 người.